# Buikhaar

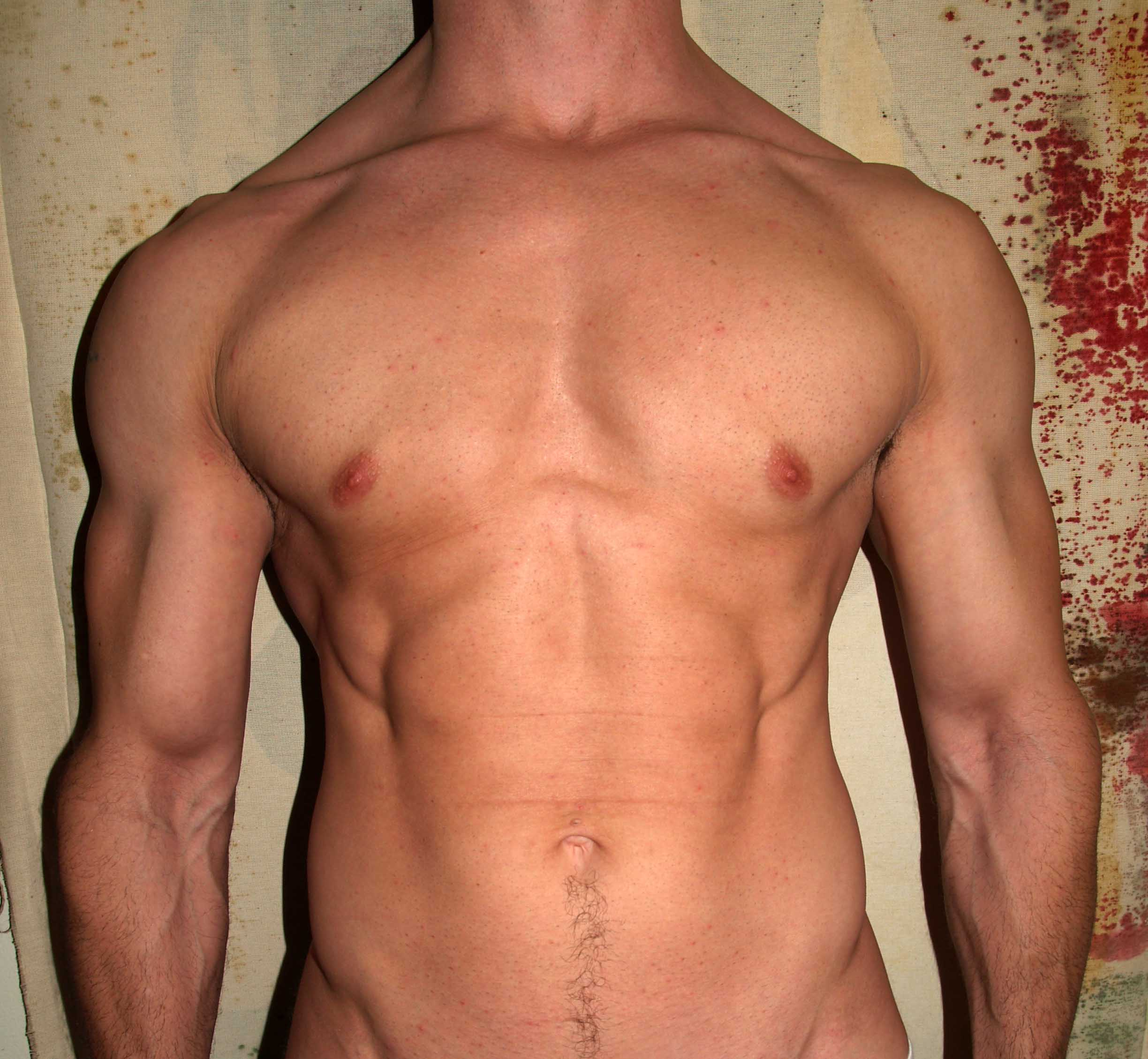
Buikhaar tussen de schaamstreek en de navel van een man. Dit is de minimale vorm van buikhaar.

Buikhaar is de benaming voor haar dat op de buik van mensen en niet-menselijke zoogdieren groeit, tussen de schaamstreek en de borst. Het haar volgt op alle zoogdieren hetzelfde patroon, verticaal vanaf de schaamstreek naar boven en van de borst omlaag richting de navel. Het buikhaar van niet-menselijke zoogdieren is deel van hun vacht of bont.
Buikhaar dient niet verward te worden met borsthaar. Beide soorten beharing kunnen op het gehele bovenlichaam groeien, maar de scheiding tussen de twee soorten zit rond de tepels. Doordat het bovenlichaam bij sommige mensen helemaal behaard is, lijkt die scheiding niet zichtbaar en spreekt men vaak van borsthaar, terwijl alleen het bovenste gedeelte borsthaar wordt genoemd en bij het onderste gedeelte van buikhaar wordt gesproken.

## Ontwikkeling en groei
Voor de puberteit is het gebied rond de buik bij zowel mannen als vrouwen bedekt met dun, weinig gepigmenteerd vellushaar. Als gevolg van een toename van hormonen (vooral testosteron) tijdens en na de puberteit, gaat de huid van de buik steviger, langer en meer gepigmenteerd haar produceren (terminaal haar). Dit proces speelt zich alleen bij mannen af. In het begin groeit het haar in een verticale lijn van de schaamstreek naar de navel, en van de borst omlaag naar de navel. Deze smalle streep haar wordt ook wel de happy line of sekslijn genoemd. Hoewel de ontwikkeling van buikhaar normaal gesproken tijdens de puberteit begint, kan het ook later op gang komen, in de leeftijd tussen de 20-30 jaar. Bij sommige mannen blijft het buikhaar bij een smalle verticale streep haar, hoofdzakelijk in het gebied rond de navel. De groei en spreiding van dit haar kan zich voortzetten tot ongeveer het vijftigste levensjaar.
Ook bij sommige vrouwen kan zich een dunne streep haar ontwikkelen van de schaamstreek tot aan de navel. Afhankelijk van het beeld dat verschillende culturen van vrouwen hebben, wordt dit als aantrekkelijk of lelijk beschouwd. Ongewoon veel buikhaar bij vrouwen, dat een mannelijk beharingspatroon aanneemt, wordt hirsutisme genoemd.

## Patronen

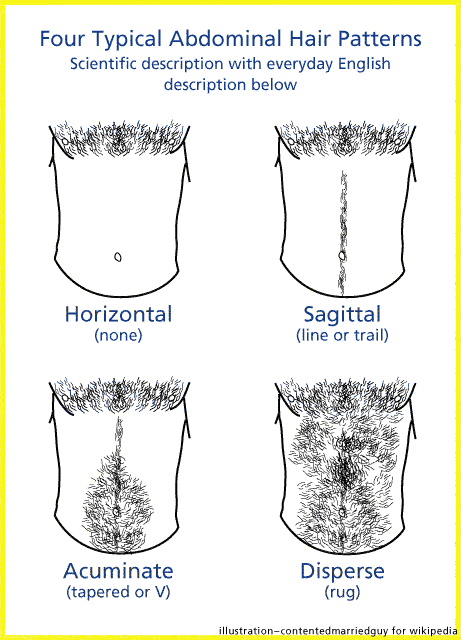
Vier verschillende vormen van buikhaar, zoals ze algemeen onderscheiden kunnen worden.

Verschillende onderzoeken naar buikhaar bij mannen en vrouwen over de hele wereld hebben aangetoond dat er vier algemene patronen kunnen worden onderscheiden:
- Horizontal: dit patroon kenmerkt zich door een horizontale lijn schaamhaar van waaruit geen haar meer richting de buik groeit; in principe is hierbij geen sprake van buikhaar.
- Sagittal: deze minimale vorm van buikhaar groeit vanaf de schaamstreek naar de navel en bestaat uit een smalle strook haar, die ook wel de happy line of sekslijn wordt genoemd. Ook een veelgebruikte term is de buiksnor, of ook wel treasure trail.
- Acuminate: kenmerkend is het smalle, omgekeerde "V"-patroon dat zich vanaf de schaamstreek naar boven vormt. Dit patroon kan boven, op of rond de navel of in de buurt van de borst eindigen.
- Disperse (of quadrangular): het haar is willekeurig verspreid over de buik zonder een zichtbaar patroon te vormen.

Reinhard Zickler deed in 1997 onderzoek naar bovengenoemde patronen en hun voorkomen bij mannen en vrouwen, waarbij hij speciale aandacht besteedde aan de ontwikkeling van het haar tijdens de puberteit. Uit zijn resultaten kwam naar voren dat het "horizontal"-patroon bij 80% van de vrouwen voorkwam. Bij mannen was dit 6%, waaronder 55% van de 13-15-jarigen en 28% van de 16-17-jarigen. Het "sagittal"-patroon kwam voor bij 44% van de mannen onder de 16, 67% van de mannen tussen de 16-17, 20% van de mannen ouder dan 17 en 17% van de vrouwen. Het "acuminate"-patroon kwam bij 55% van de mannen voor en slechts sporadisch bij vrouwen. Tot slot had 19% van de onderzochte mannen het "disperse"-patroon.